# Волк, Кёртис
Кёртис Волк (англ. Curtis Valk; род. 8 февраля 1993, Медисин-Хат, Альберта, Канада) — казахстанский хоккеист канадского происхождения, играющий на позиции нападающего. В настоящее время является игроком клуба КХЛ «Автомобилист» из города Екатеринбург и игроком национальной сборной Казахстана.

## Карьера
Кёртис Волк родился на западе Канады в городке Медисин-Хат, где и начал свой путь в большой хоккей. Не обладая впечатляющими габаритами, Кёртис в итоге не попал на драфт НХЛ, несмотря на высокие показатели результативности в юниорских лигах и лишь в 2010 году, на молодого хоккеиста обратил внимание клуб из родного города «Медисин-Хат Тайгерс», который следил за молодыми игроками из своей системы, в составе которого Волк и дебютировал на профессиональном уровне в Западной Хоккейной Лиге (WHL). Через 4 года, Волк перешёл в систему клуба НХЛ «Ванкувер Кэнакс» и в течение двух сезонов выступал за аффилированные ему клубы — «Ютика Кометс» из АХЛ и клуб «Каламазу Уингс», который выступает в Хоккейной Лиге Восточного Побережья (ECHL).
В сезоне 2017/2018 игрок перешёл в систему другого клуба из НХЛ «Флорида Пантерз», но сезон начал в АХЛ, в составе «Спрингфилд Тандербёрдс». За день до домашнего матча «Пантерз» против «Даллас Старз», Волка подозвал тренер команды и сообщил, что у Кёртиса оформлены билеты во Флориду и он попал в заявку на ближайшую игру главной команды. Таким образом 14 ноября Кёртис Волк дебютировал в Национальной Хоккейной Лиге, проведя на площадке чуть больше трёх минут игрового времени.
В сезоне 2018/2019 Кёртис, впервые, решил уехать за границу и попробовать себя в КХЛ, по рекомендации друга детства и действующего капитана команды «Барыс» — Даррена Дица. Контракт с командой из Астаны был подписан на один сезон. Впоследствии, Волк продлил контракт с клубом ещё на два года.

## В сборной
Кёртис Волк никогда не играл и не вызывался под флаг национальной сборной Канады, уроженцем которой он является. Перейдя в состав «Барыса», отыграв полноценный сезон и продлив контракт с командой, Волк принял предложение выступать за сборную Казахстана и признался, что для него это большая честь.

## Семья
Двоюродный дедушка Кёртиса Волка — известный вратарь, обладатель Кубка Канады Келли Хруди, выступавший в НХЛ за различные команды и составе национальной сборной Канады. У Кёртиса есть младший брат Майкл 1999 года рождения, также занимающийся хоккеем.